# Nurme (Saaremaa)
Koordinaten: 58° 32′ N, 22° 46′ O
Nurme ist ein Dorf (estnisch küla) auf der größten estnischen Insel Saaremaa. Es gehört zur Landgemeinde Saaremaa (bis 2017: Landgemeinde Leisi) im Kreis Saare. Nurme ist nicht zu verwechseln mit Valjala-Nurme, das ebenfalls auf der Insel Saaremaa liegt und bis 2017 Nurme hieß.
Das Dorf hat sechzehn Einwohner (Stand 31. Dezember 2011).